# 細野駅
細野駅（ほそのえき）は、長野県北安曇郡松川村字東川原にある、東日本旅客鉄道（JR東日本）大糸線の駅である。駅番号は「29」。

## 歴史
- 1915年（大正4年）9月29日：信濃鉄道の有明駅 - 信濃松川駅 - 当駅間が開通し、開業[3]。旅客営業のみ。業務委託駅[4]。
- 1916年（大正5年）9月18日：南松本駅を松本駅に統合して共同使用駅化し、同駅経由での旅客連絡運輸を開始[3]。
- 1926年（大正15年）1月8日：信濃鉄道が全線電化し、旅客列車を電車化[3]。
- 1937年（昭和12年）6月1日：信濃鉄道の国有化[5]。無人駅となる[4]。
- 1957年（昭和32年）8月15日：中土駅 - 小滝駅間が開通して全線開通し、大糸線と改称[3]。
- 1987年（昭和62年）4月1日：国鉄分割民営化に伴い、東日本旅客鉄道（JR東日本）の駅となる[6]。

## 駅構造
単式ホーム1面1線を持つ地上駅である。
信濃大町駅管理の無人駅である。

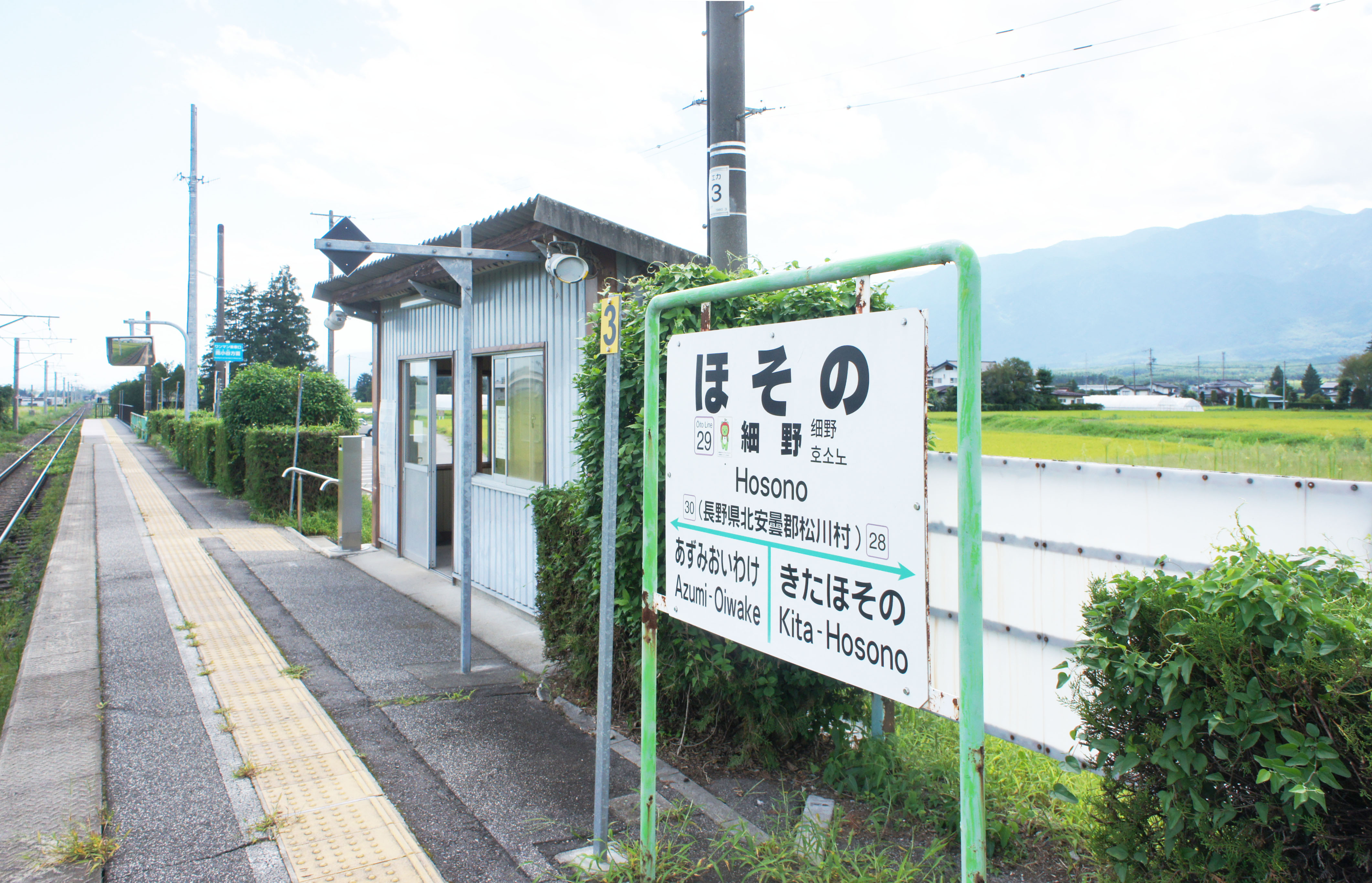
駅名標と待合室（2021年8月）
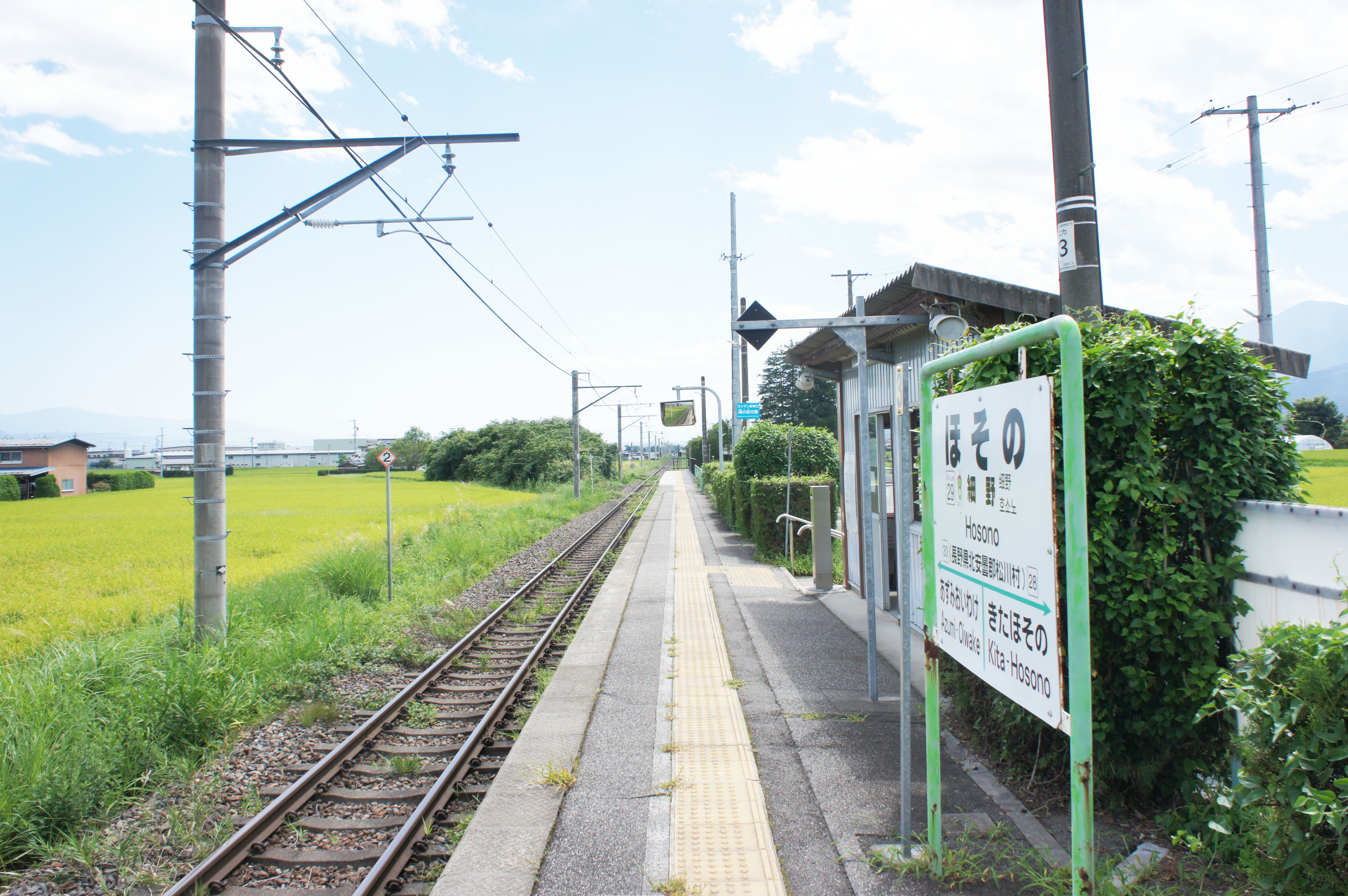
ホーム（2021年8月）

## 利用状況
「長野県統計書」によると、2007年度（平成19年度）、2009年度（平成21年度）- 2011年度（平成23年度）の1日平均乗車人員の推移は以下のとおりであった。
| 乗車人員推移       | 乗車人員推移     | 乗車人員推移 |
| 年度               | 1日平均 乗車人員 | 出典         |
| ------------------ | ---------------- | ------------ |
| 2007年（平成19年） | 61               | [ 1 ]        |
| 2009年（平成21年） | 55               | [ 1 ]        |
| 2010年（平成22年） | 57               | [ 7 ]        |
| 2011年（平成23年） | 56               | [ 8 ]        |

## 駅周辺
目の前は田んぼである。住宅は少ない。
- 北アルプスパノラマロード（県道306号）
- 高瀬川
- 国道147号
- 道の駅安曇野松川「寄って停まつかわ」[1]
- 高速バス「安曇野松川」停留所（道の駅敷地内）
- 細野神社
- 乳川
- 芦間川
- 新堰

## 隣の駅
東日本旅客鉄道（JR東日本）
■大糸線
□快速 
通過
■普通
安曇追分駅 (30) - 細野駅 (29) - 北細野駅 (28)